# Emil Helms
Emil Helms (* 14. Dezember 1884 in Apenrade; † 12. September 1965 in Lübeck) war ein deutscher Jurist und Politiker der SPD.

## Leben
Helms besuchte bis 1903 das Gymnasium in Flensburg. Er studierte von 1903 bis 1906 Rechtswissenschaften an den Universitäten in München, Berlin und Kiel. 1906 bis 1911 absolvierte er das juristische Referendariat in der Provinz Schleswig-Holstein und legte 1911 in Berlin das Assessorexamen ab. Helms war von 1912 bis 1916, zuletzt als Magistratssyndikus in Kiel tätig und wurde 1917 Bürgermeister der Stadt Leer (Ostfriesland). 1920 trat er in die Landesversicherungsanstalt der Hansestädte in Lübeck als Vorstandsmitglied ein. 1933 wurde er wegen politischer Unzuverlässigkeit durch die Nationalsozialisten aus dem Amt entfernt, aber 1939 sachbearbeitend wieder dort eingesetzt. 1946 bis 1950 war Helms Lübecker Bürgermeister und trat dann in den Ruhestand.
Nebenberuflich war Helms Vorstandsvorsitzender der Possehl-Stiftung in Lübeck.

## Schriften
- Die sozialdemokratische und gewerkschaftliche Bewegung in Dänemark, Hirschfeld, Leipzig 1907

## Auszeichnungen
- Ehrenplakette des Senats
- Großes Verdienstkreuz der Bundesrepublik Deutschland (1954)